# Hayatia latiuscula
Hayatia latiuscula is een vliesvleugelig insect uit de familie Trichogrammatidae. De wetenschappelijke naam is voor het eerst geldig gepubliceerd in 1993 door Lin.